# Ralf Sommer (Elektroingenieur)
Ralf Sommer (* 17. Oktober 1961 in Reinbek) ist ein deutscher Elektroingenieur. Er ist Professor für Schaltungstechnik und Netzwerktheorie an der Technischen Universität Ilmenau.

## Biographie
Sommer absolvierte ein Studium der Elektrotechnik an der Technischen Universität Braunschweig und promovierte 1993 am dortigen Institut für Netzwerktheorie und Schaltungstechnik zum Thema „Konzepte und Verfahren für den rechnergestützten Entwurf von Analogschaltungen“. Anschließend war er am Zentrum für Mikroelektronik der Technischen Universität Kaiserslautern (ZMK) tätig und baute die Gruppe „Rechnergestützter Entwurf von Analogschaltungen“ auf, in der das symbolische Analysewerkzeug „Analog Insydes“ entwickelt wurde. Im Jahre 2000 übernahm Sommer die Gruppenleitung „Analog Simulation“ der Infineon Technologies AG am Standort München. Neben seiner Professur ist er der Wissenschaftliche Geschäftsführer des Instituts für Mikroelektronik- und Mechatronik-Systeme gemeinnützige GmbH (IMMS).